# أمنتت
أمنتت (ويعني اسمها مؤنث كلمة الغرب أمنت، أو الغربية) هي إلهة الغرب التي تقابل الأرواح بعد انتقالها مباشرة إلى العالم الآخر، وتقدم لهم الخبز والماء (الطاقة) التي تقويهم ليستطيعوا اجتياز المحاكمة التي تؤهلهم للميلاد من جديد في عالم الروح والخلود في حقول الأبدية (الجنة). وقد اعتقد قدماء المصريين أن أمنتت كانت تسكن داخل شجرة تقع على حافة الصحراء تشرف على بوابة العالم الآخر.

## تصويرها
| R14 |

وعندما كانت أمنتت تظهر فوق التوابيت كان الفنان المصري القديم يصورها بجناحين مفرودين يحتضنان جثة الميت، وقد ظهرت أمنتت بصحبة أختها أيابيت وهي سيدة الأفق الشرقي في كتاب الأرض.

## علاقتها بالإلهات الأخريات
كانت على علاقة وثيقة بحتحور وإيزيس في دورهما في العالم الآخر، لذلك فمن الممكن النظر لها على أنها ليست مستقلة عنهما بل شخصية بديلة لهما.